# 叻塔尼永

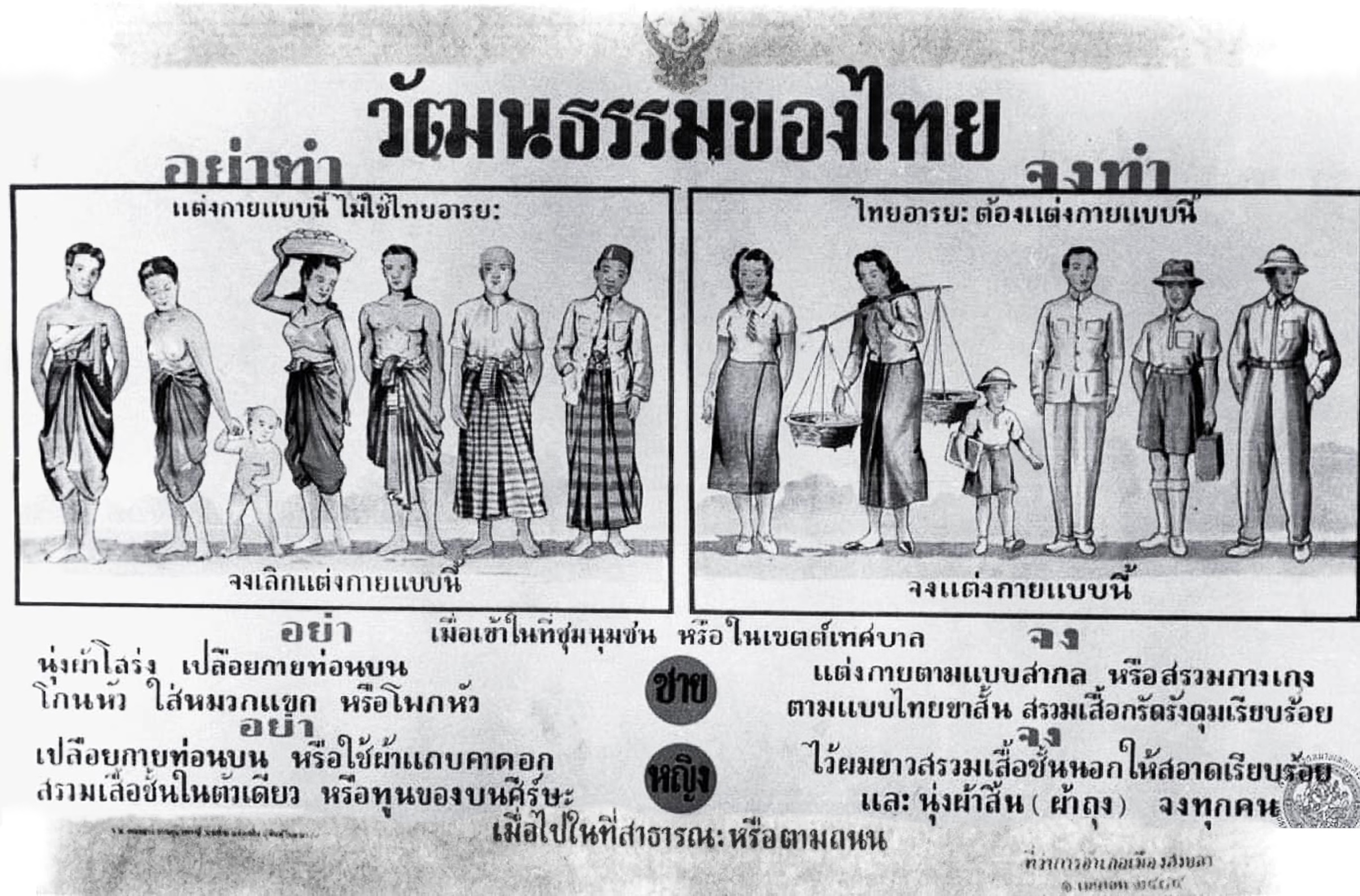
宣传新式装扮的海报。1941年第十篇叻塔尼永公告《关于泰国人民的衣着规定》要求泰国人摒弃赤膊赤脚，女子裸露双乳，仅裹绊尾幔、理平头等旧式装扮风俗，倡导着外衣、戴帽子、穿鞋子，女子穿裙子、留长发

叻塔尼永（直译：「国家主义”、“国家准则」），是泰国銮披汶·颂堪第一次内阁任期（1938年—1942年）时公布的国民规范公告的总称，从1939年6月至1942年1月，共发布十二篇叻塔尼永公告，在国家象征、国族认同、公民价值、语言文字、作息习惯、着装饮食等诸多方面对泰国民众提出要求。这些公告不具备强制的法律效力，旨在塑造国族认同和“文明开化”形象，但当局也积极组建机构，制定具体法规努力落实之，不少举措对泰国民众的日常习俗有深远影响。

## 历史
暹罗总理銮披汶·颂堪于1938年上任组阁，欲推行一系列社会及文化改革举措，激发国民的国族主义意识，塑造国家认同，让暹罗转型为现代民族国家，称为“国族构建”（การสร้างชาติ）。1939年6月24日国庆日，銮披汶政府颁布首篇叻塔尼永公告《关于国家、民族与国籍之名字的使用》，将国名定为“泰”，并在广播中向国民介绍叻塔尼永之概念：“旨在将优良传统确立为国家规范，使我泰国子孙后代奉为行为准则。该准则之特质，契合文明开化民众应有之礼仪规范。”为推行落实叻塔尼永政策，銮披汶组建叻塔尼永委员会（คณะกรรมการรัฐนิยม），銮威集瓦他干任主席。
叻塔尼永之所以是以“公告”（ประกาศ，或宣言）形式公布予大众，是因为当局希望以渐进形式改造国民的文化习俗。从1938年6月至1942年1月，銮披汶内阁共发布了十二篇叻塔尼永公告，并根据公告内容推出相应法规条例，如1940年《文化维持法案》、1941年《文化约束令》、1942年《佛历2485年国家文化法案》，并不时发布行动指南和补充说明落实之，也承受着议会大量的反对声浪。其中，《佛历2485年国家文化法案》正式为叻塔尼永所宣示的各项准则立法，1943年又推出第二版修正案。借由此法案，成立国家文化院（สภาวัฒนธรรมแห่งชาติ），负责研究、改革、保护、推广泰国文化。
当局以报纸、宣传册、海报及广播等媒介宣传文化内容，组织民间比赛如“晚礼服小姐”等活动，塑造“文明开化”的文化形象。同时，创作有别于王室颂歌《颂圣歌》的新《国歌》，并以第六号叻塔尼永公告正式公布。

## 内容
十二篇叻塔尼永公告的标题及内容简介如下：
| 编号 | 公布日期       | 主题                                     | 内容 |
| ---- | -------------- | ---------------------------------------- | --- |
| 1    | 1939年6月24日  | 《关于国家、民族与国籍之名字的使用》     | 因“国民偏好”，将暹罗的国名、族名、国籍名定为“泰”。此前冠以“暹罗”的公司、机构名称也因此纷纷更名，如暹罗学会、匯商銀行等。 |
| 2    | 1939年7月3日   | 《关于保护国家的安全》                   | 国民以国家和民族的利益至上，不能损害国家的利益和安全，制止叛国行径是国民的责任，不可从事泄露国家机密、为外国势力充当中间人、私自向外国人售地等叛国行径。 |
| 3    | 1939年8月2日   | 《关于泰国对人民的称呼》                 | 停用“北方泰族”“依善泰族”“穆斯林泰族”的细分称呼，要以“泰族”统称之。 |
| 4    | 1939年9月8日   | 《关于对国旗、国歌与〈颂圣歌〉的致敬》   | 升降国旗时依规定和惯例行礼；国家游行期间，或在相关场所时，向军旗、青年团和童子军旗帜行礼；无论形式，听到国歌和《颂圣歌》时均应行礼；对于任何未按规定行礼者，应予以劝诫。 |
| 5    | 1939年11月1日  | 《关于要求泰国人消费泰国生产的产品》     | 泰国人应尽量只食用国产食品，穿国产服装，支持本土行业，使用并支持本国的公共设施，各行业从事者应努力维持标准，提升质量，诚信经营。 |
| 6    | 1939年12月10日 | 《关于国歌的曲调与歌词》                 | 规定了《国歌》的曲谱和歌词。 |
| 7    | 1939年3月21日  | 《关于号召泰国人团结一致建设国家》       | 每位泰国国民必须帮助建设国家，任何有行动能力者必须从事稳定的职业。无业者对国家无益，不值得其他国民的尊重。 |
| 8    | 1940年4月26日  | 《关于〈颂圣歌〉的内容》                 | 规定了《颂圣歌》的曲谱和歌词。缩简原版歌词，并将“暹罗”替换为“泰国”。 |
| 9    | 1940年6月24日  | 《关于泰国语言与文字以及优秀公民的责任》 | 每位泰国国民都应重视和尊崇泰语，以讲泰语为荣。学习国语是良好公民的责任，至少会读会写。支持那些不会说、不会读的公民学习泰语，以此为重要责任。不得歧视出生地、居住地和地方口音，泰国人出生时皆有共同的血统和语言。必须以做优秀公民为己任，积极指导那些还不清楚自己职责的人明白优秀公民应有的责任。 |
| 10   | 1941年1月15日  | 《关于泰国人民的衣着规定》               | 不得在公共场合穿着“不适宜的服装”，包括仅穿内裤、赤裸上身或仅穿着絆尾幔。适宜的衣着包括：职位和场合所允许的制服、得体的国际风格服装、得体的传统服装。穿着絆尾幔、赤裸上身等是暹罗人的一些传统衣着习惯。 |
| 11   | 1941年9月8日   | 《关于泰国人民的日常活动》               | - 国民应将日常时间分为三部分：工作、个人活动、休息睡眠。 - 国民应按时用餐，每日不超过四餐。睡眠时间为6至8个小时。 - 国民应认真履行工作职责，不气馁怠工，午休、午餐时间不应超过一小时，下班后运动至少一小时，或从事其他活动，如园艺、植树、照料宠物等，之后再淋浴、用晚餐。 - 国民应利用夜间空闲时间尽量完成必需的工作，同家人朋友交谈，收听广播或阅读报刊获取知识，或按情况从事其他娱乐或艺术活动。 - 国民应利用假期参与宗教活动，积德行善，努力求知，旅行，运动，休息。 |
| 12   | 1942年1月28日  | 《关于对老、弱、伤、残的援助和保护》     | 在公共场合保护老弱伤残人士。做受人尊重的“有教养”的人。 |

## 影响
叻塔尼永所推崇的文化准则仍在各个方面影响着现代泰国的社会面貌。当局推行这些举措，并将之视同“文明开化”的象征，引入西方文化习俗改造暹罗传统，但亦注重和传统习惯有机结合，倡导保持“泰国性”。这些举措长远影响了泰国国民的社会面貌和风俗。如在衣着服饰方面，《关于泰国人民的衣着规定》要求国民摒弃赤裸上身，女子裸露雙乳，僅裹絆尾幔的习惯，在公共场合穿着得体。后续当局又颁布指导说明，规定将着装分为普通、特殊、工作着装三类，无论男女都应穿外衣、戴帽子、穿鞋子，对正式场合帽子的颜色、手套的颜色都有规定，这些规定使得民间的着装习惯发生较大变革。
在饮食方面，推行叉勺用餐，要求不用手抓饭菜，取缔咀嚼槟榔习俗，并将泰式炒金边粉等菜肴如同国菜一般宣传推广，这些举措塑造了泰国的国民食俗，延续至今。
在语言文字方面，组建语言文化促进委员会，规范改革泰语泰文，简化文字和语法，去除5个元音、13个辅音，统一字形，还推行日常礼貌用语，如尊称、敬称，以及语句结尾缀以的敬语，延用至今。当局推行法令规范国民姓名，制定取名规范，要求男女有别，尽量用纯粹且有意义的泰语词汇。
在艺术方面，规范、改良传统戏剧，推广喃望舞，这是一种男女对跳的集体舞，源自民间，加入宫廷舞蹈和西方舞蹈元素，成为泰国一大代表舞种；用西式曲谱记录改造泰国传统乐曲，用西式戏剧结构改造泰国传统剧种。
在社会习惯方面，当局呼吁尊重女性，成立女子部队、军校、女性文化组织，提升女性地位，鼓励女性参与公共事务，立法保护女性免受欺侮；当局努力强化公共意识，禁止在公众场合喧哗吵闹、使用污言秽语、赤裸沐浴、随意吐痰，倡导有序排队，不破坏公共设施、随意涂鸦；于1941年，将新年定为西历元旦。
叻塔尼永的形式并非有强制效力的法规，虽未取得立竿见影的革新成果，但经过后续的立法举措逐步落实。二战结束后，銮披汶一度失势、被捕入狱，其任内推行的诸多法令都遭撤销。例如銮披汶政府一度宣布取缔爵位制度，在战后由宽·阿派旺政府恢复；銮披汶强制公民在公共场合一律戴帽子的政策饱受非议，也就此撤销；当局取缔的泰语字母也得到恢复。1949年《泰国宪法》66条更规定“国家应保护民族文化，但不应通过对个人施加强制手段来实现。”銮披汶在1948年至1957年二度出任总理，于1952年将首届任期时成立的文化院升格为文化部，由他本人任文化部长。他在第二任期并没有重新推行此前的一些激进举措，仅恢复部分文化政策，如重新将国名定为泰国，推广新戏剧、新歌曲等。随着1957年銮披汶政府因政变倒台，文化部又遭撤除，到2002年才重新设立。但经过此十数年间的潜移默化，銮披汶时代推崇的文化准则已经逐渐成为泰国人习以为常的新习俗，并且延续至今。
2014年，全国维持和平秩序委员会由政变上台，推行“十二大核心价值观”（ค่านิยม 12 ประการ），包括维护民族、国教、君主制，积极促进公共利益，传承文化，将公共和国家利益置于个人利益之上等，在各地学校推广，要求学生在早间升旗仪式时背诵。